# 補助地方義勇軍

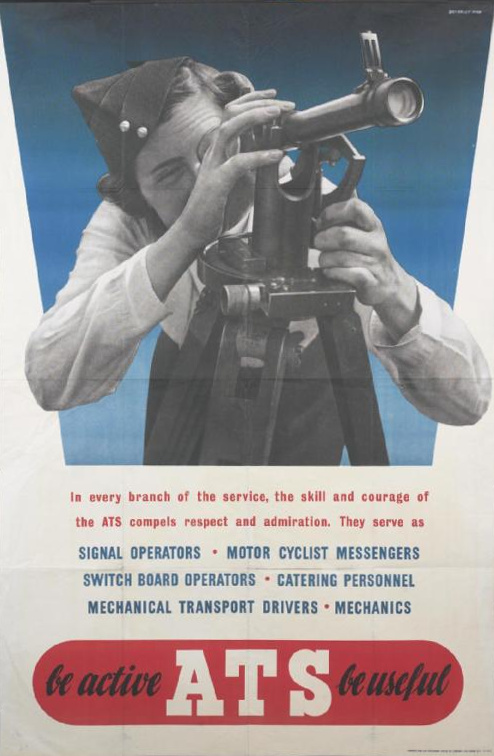
ATSのポスター

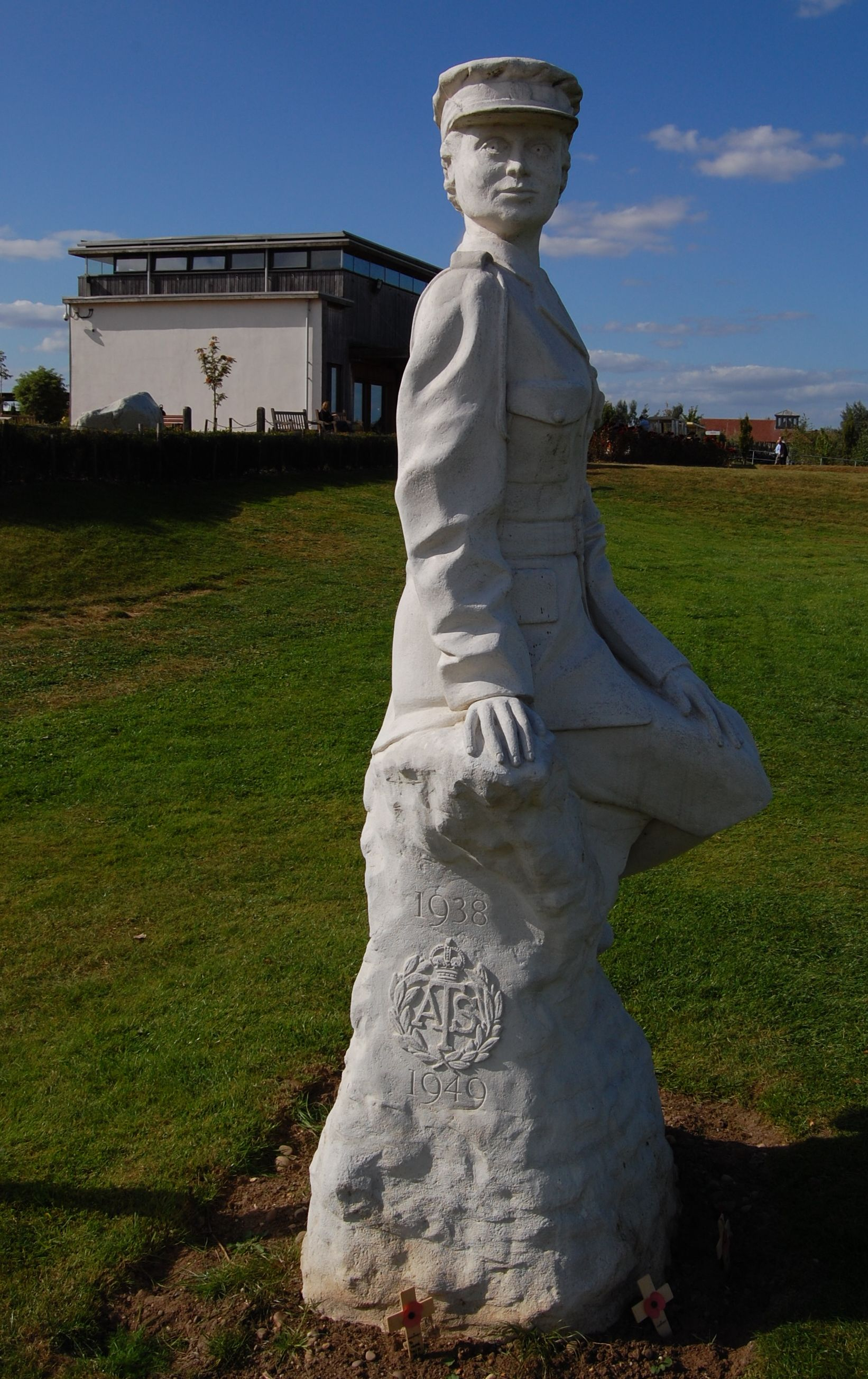
国立記念樹木園（National Memorial Arboretum）にある記念像

補助地方義勇軍 (Auxiliary Territorial Service, ATS)とは、第二次世界大戦時にイギリス陸軍が組織した女性部隊。1938年9月9日に発足し、1949年に王立婦人陸軍(Women's Royal Army Corps)に改組された。

## 沿革

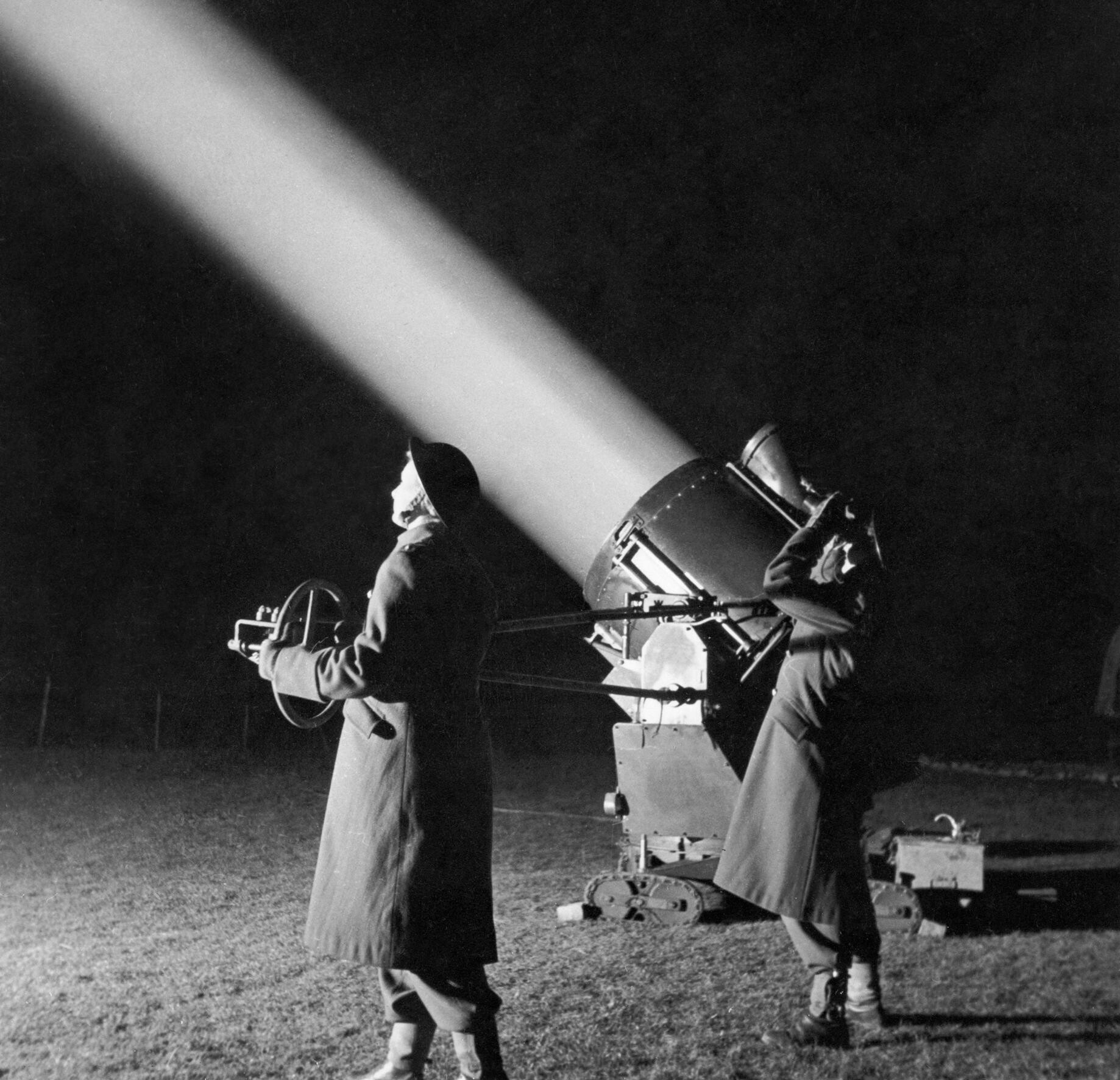
補助地方義勇軍サーチライト隊

1917年、志願陸軍婦人部隊 (Women’s Army Auxiliary Corps,WAAC)が結成され、第一次世界大戦時に事務官、調理、電話、ウェイトレス等として後方支援任務に着いた。1921年に解散。
第二次世界大戦時には、イギリス軍予備役の国防義勇軍(Territorial Army、TA）の女性兵士や、第一看護ヨーマンリー(First Aid Nursing Yeomanry、FANY)、婦人軍(Women's Legion)などに所属していた兵士を集合して新たに補助地方義勇軍として設立し、イギリス海外派遣軍
の一部として300人の補助地方義勇軍部隊がフランスに派遣された。ナチス・ドイツのフランス侵攻の際のダンケルクの戦いの撤退ではATSの電話部隊も含まれていた。
1941年9月には65000人の17歳から43歳までの女性兵士が従軍し、操縦、郵便事務、弾薬検査などを行った。飛翔体計測装置・射撃管制装置のシネセオドライト(Cinetheodolite)の操作計測では500人のATS女性兵士が任務に当たった。シネセオドライトによる計測は高射砲と組み合わされ、照準器の誤差を正確なものとした

### 国民奉仕法以降

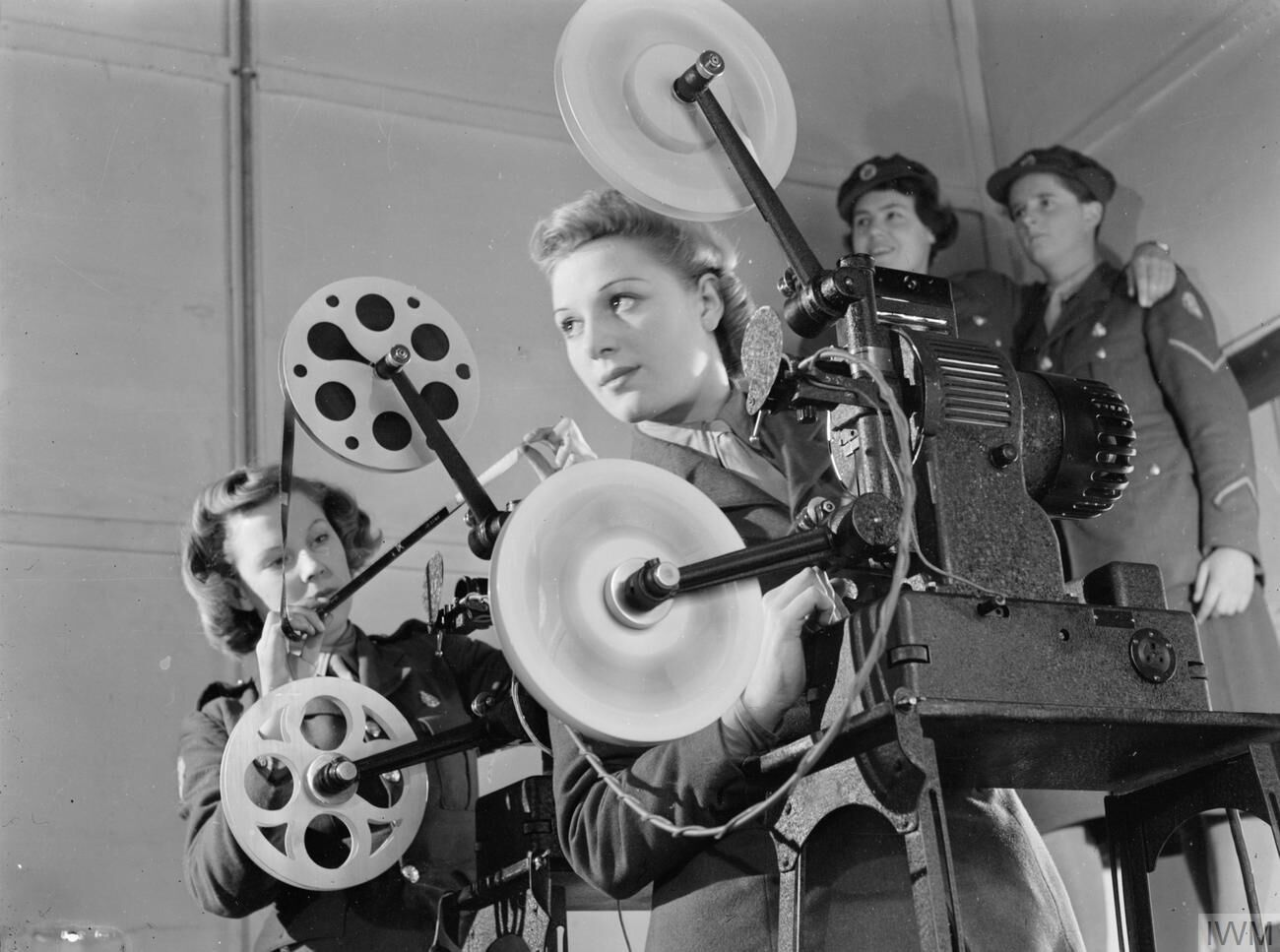
ATS映写部隊。1941年

1941年に議会は、未婚の20歳から30歳の女性を後方支援として動員するための国民奉仕法 (National Service Act)を可決した。ATSのほか、王立婦人海軍（Women's Royal Naval Service、WRNS), 婦人補助空軍（Women's Auxiliary Air Force,WAAF）、第一看護ヨーマンリー(FANY)へ招集された。のちに既婚女性も動員された。国民奉仕法のもと、王立志願兵・婦人志願兵（Royal Voluntary Service、Women's Voluntary Service,WVS）や婦人農耕部隊 (Women's Land Army)なども推奨され、募集された。
女性兵士はレーダーによる計測、高射砲操作、王立憲兵(Royal Military Police)などに従事し、第二次世界大戦中の殉職者は717人であった。ほか、1942年7月にはロンドン王立砲兵隊26部隊のサーチライト部隊としても活躍し、北西ヨーロッパ戦線での陸軍第21軍集団での防空（高射砲操作)任務に従事した。終戦までに19万人以上の女性兵士が従事した。

## 著名なATS兵士

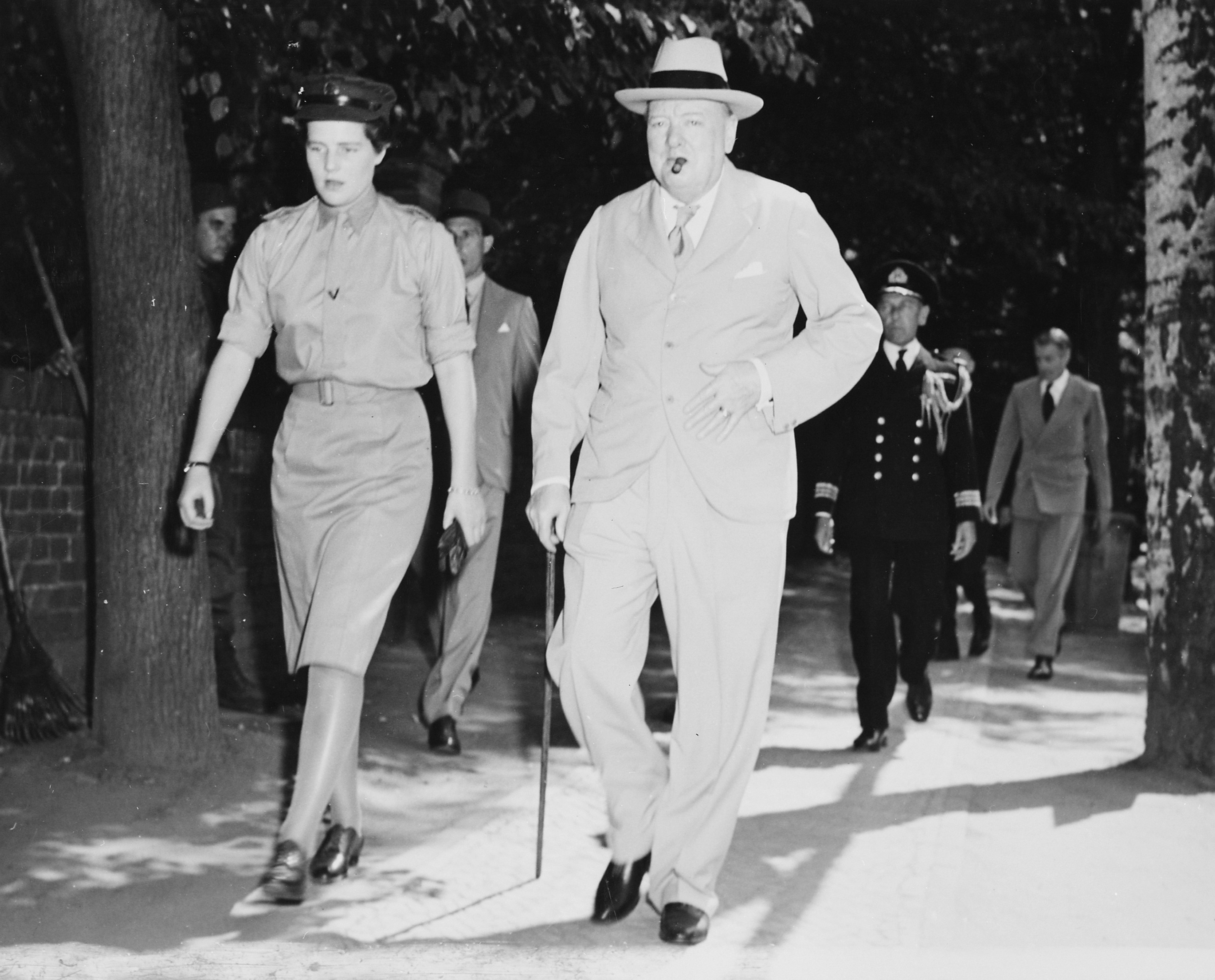
1945年7月、ATS制服を着用したメアリー・チャーチルと父ウィンストン・チャーチル

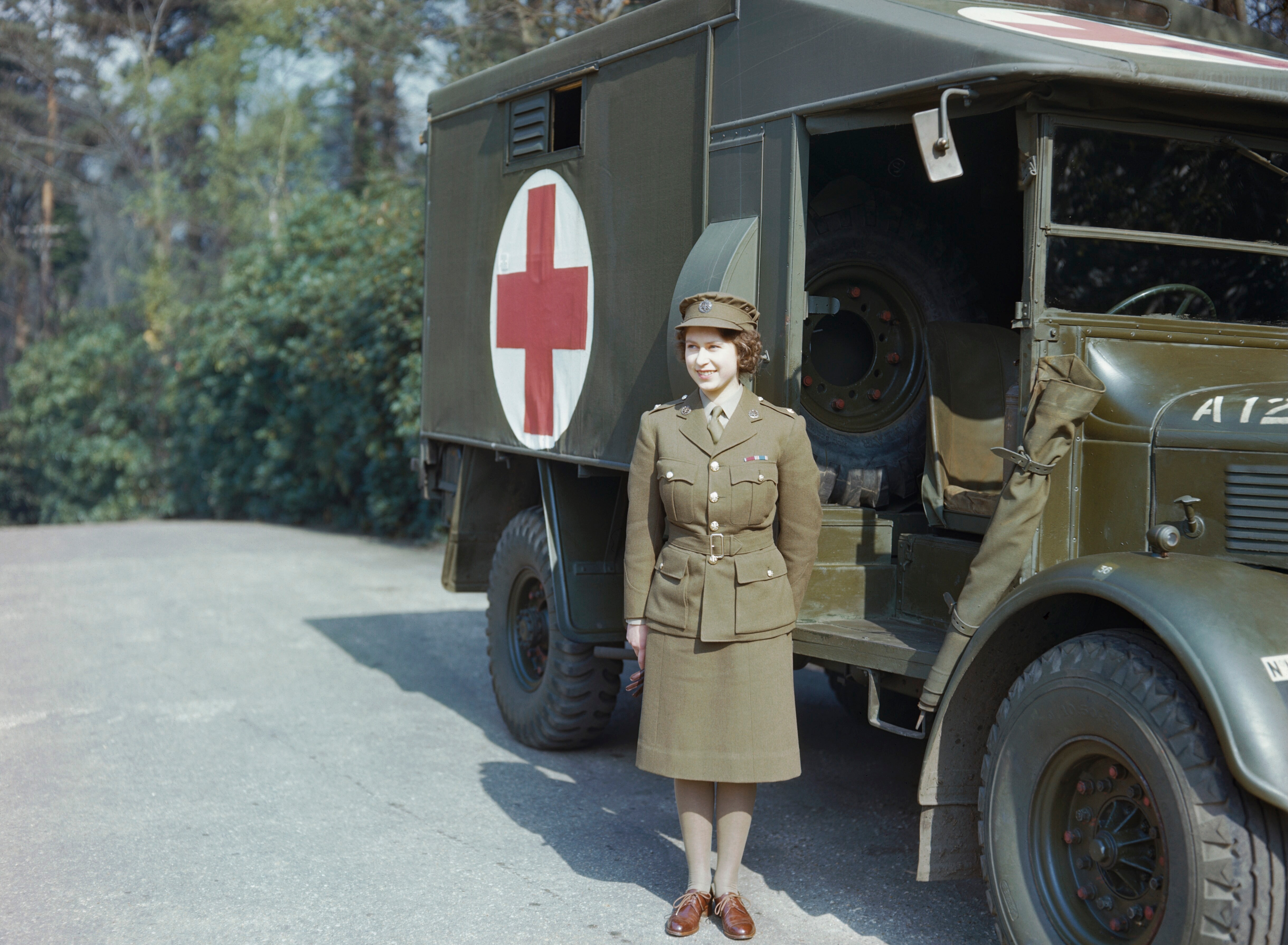
1945年4月、ATS兵士として従軍するエリザベス王女（後の女王エリザベス2世）

著名なATS兵士としてウィンストン・チャーチル首相の娘メアリー・チャーチルがおり、国王ジョージ6世の長女エリザベス2世もトラック運転の訓練を受けた

## 関連書籍
- Bidwell Shelford. Women's Royal Army Corps (1997) 141pp
- Bigland, Eileen. Britain's other army: The story of the A.T.S (1946), an official history
- Cowper, J. M. The Auxiliary Territorial Service (1949), an official history
- Crang, Jeremy A. "The revival of the British women's auxiliary services in the late nineteen-thirties," Historical Research (May 2010) Volume 83, Issue 220, pages 343–357, online at EBSCO
- Crang, Jeremy A. "'Come into the Army, Maud': Women, Military Conscription, and the Markham Inquiry," Defence Studies, Nov 2008, Vol. 8 Issue 3, pp 381–395, online at EBSCO
- Dady, Margaret. Women's War: Life in the Auxiliary Territorial Service (1986)
- De Groot, Gerard J. "'I love the scent of cordite in your hair': Gender dynamics in mixed anti-craft batteries" History, Jan 1997, Vol. 82 Issue 265, pp 73–92
- Kerr, Dorothy Brewer. Girls Behind the Guns: With the Auxiliary Territorial Service in World War II (1990)
- Noakes, Lucy. Women in the British Army: War and the Gentle Sex, 1907–48 (2006), pp 61–81 on ATS of war years
- Robinson, Vee. Sisters in Arms (1996) ISBN 0004720849 A personal memoir by an ATS anti-aircraft gun crew member.